# Peter Heinrich d. Ä. Blanckenhagen
Peter Heinrich d. Ä. Blanckenhagen (* 3. Oktober 1723 in Reval; † 7. Januar 1794 in Riga) war ein im Baltikum lebender Kaufmann und Ältester der Großen Gilde von Riga. Seine Witwe Eva Maria, eine geborene Grote, wurde gemeinsam mit ihren drei Söhnen in den Reichsadelsstand erhoben und in die Adelsmatrikel der Livländischen Ritterschaft aufgenommen.

## Leben
Peter Heinrich d. Ä. absolvierte seine kaufmännische Lehre in Reval und war um 1744 in Amsterdam im Geschäft van der Hooft angestellt. Seit ungefähr 1750 arbeitete er als Kaufmann in Riga und wurde 1761 zum Dockmann gewählt. Im Jahre 1763 übernahm er das Amt des Ältesten in der Großen Gilde. Von 1784 bis 1786 war er als Assessor im livländischen Gouvernementsrat tätig und wurde zum Kollegienassessor ernannt. Seit 1780 war er Gutsherr auf Allasch und Judasch.

## Herkunft und Familie

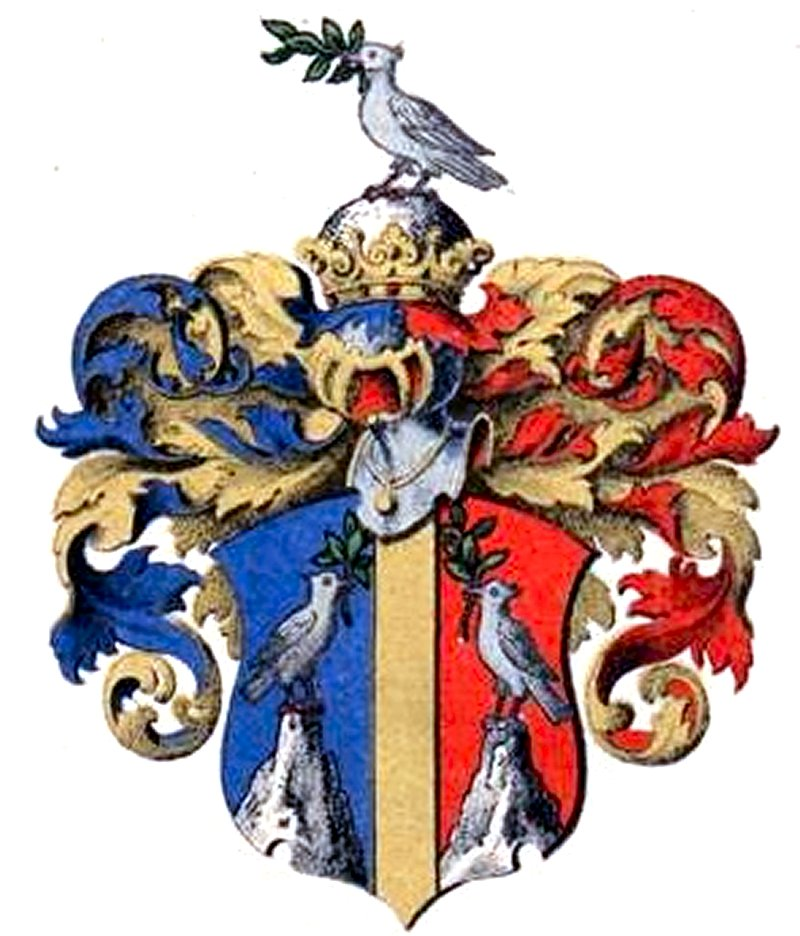
Wappen der Adelsfamilie von Blanckenhagen

Peter Heinrich stammte aus der pommerschen Kaufmannsfamilie Blanckenhagen, die sich in Reval angesiedelt hatte. Sein Vater war der Kaufmann und Älteste der Großen Gilde in Riga Simon V. Blanckenhagen (1690–1735), der mit Agneta von Glehn verheiratet war. Seine Brüder waren Simon Johann Blanckenhagen (1725–1790), der Kaufmann in Amsterdam war, und Theophilius Christian Blanckenhagen († 1814), der auch Kaufmann in London war.
Am 29. Juni 1759 heiratete Peter Heinrich Eva Maria Grote (1742–1796), die nach seinem Tod am 21. August 1795 gemeinsam mit ihren drei Söhnen in den Reichsadelsstand erhoben wurde. Somit gilt Peter Heinrich Blanckenhagen als der Stammvater des baltischen Adelsgeschlechts, mit dem Adelsprädikat  „von Blanckenhagen“ und führte sein Adelswappen. Ihre Nachkommen waren:
- Wilhelm von Blanckenhagen (* 10. Mai 1761 in Riga; † 12. Juni 1840 in Allasch (Allaži)), Herr auf Aahof, Bellenhof und Allasch, Nobilitierung am 21. August 1794 ⚭ Katharina Klatzo (* 1764)
- Johann Christian von Blanckenhagen (* 14. März 1764; † 1816 in Bath, England), Kaufmann in Amsterdam⚭ Martha Harden (* 1765)
- Peter Heinrich d. J. von Blanckenhagen (* 10. Juni 1765; † 4. Januar 1802 in Heilbronn) Herr auf Drobbusch, Nobilitierung am 21. August 1794 ⚭ Jeanna Elisabeth Arlaud (* 1769 in Genf; † 1819 in Montpellier)

## Mäzen
Peter Heinrich Blanckenhagen war im Besitz einer großen Münzsammlung, zu seinen Exponaten zählten vor allem Taler, die zu Teilen in Holland und zu Teilen im Kunstmuseum der Universität Dorpat, heute Universität Tartu, ausgestellt waren. Hierzu erstellte er auch ein umfangreiches Verzeichnis. Der Historiker Christoph Gottlob Heinrich bedankte sich im Vorspann seines Buches „Teutsche Reichsgeschichte“ mit den Worten:

„Erlauben Sie, verehrungswürdiger Gönner, daß ich Ihnen ein Buch zueigne, dessen Inhalt Ihnen, als Geschichtsfreunde und Münzkenner, nicht gleichgültig seyn kann, und daß ich bey dieser Gelegenheit öffentlich sage, wie viel ich Ihnen, in mehr als einer Rücksicht, zu danken habe.[…]Der Himmel segne Sie dafür mit einem langen und höchst zufriedenen Leben, nach dem Wunsch eines jeden, der Sie kennt und ehret. Ich bin, so lange ich lebe, mit unbegränzter Hochachtung und Ergebenheit Ihr gehorsamer Diener Chr. Gottl. Heinrich. Jena, den 3. May 1787“

Aus seinem Vermögen stiftete Peter Heinrich d. Ä. 40.000 Albertustaler, womit er die Gründung der Livländischen gemeinnützigen und ökonomischen Sozietät ermöglichte. Die Livländische gemeinnützige und ökonomische Sozietät war die erste gemeinnützige und ökonomische, d. h. landwirtschaftliche in den baltischen Provinzen des alten Russischen Reiches.